# Таминдарова, Миляуша Амировна
Миляуша Амировна Таминдарова (тат. Миләүшә Әмир кызы Таминдарова; род. 13 мая 1960, Казань, Татарская АССР, РСФСР, СССР) — советская и российская певица, хоровой дирижёр. Заведующая литературным музеем А. М. Горького (2000—2007). Руководитель Государственного камерного хора Республики Татарстан (2007—н.в.). Народная артистка Республики Татарстан (2021). Лауреат Государственной премии Республики Татарстан имени Габдуллы Тукая (2024).

## Биография
Миляуша Амировна Таминдарова родилась 13 мая 1960 года в Казани. Из семьи педагогов Тахиры Гарифовны и Амира Сагировича, участников Великой Отечественной войны. Мать является прообразом героини рассказа А. Н. Еники «Кем җырлады?» («Кто пел?»), тётя по отцу — певица Рашида Таминдарова. Две сестры — Лариса и Альфия.
Выросла в творческой среде, с детства увлекалась пением, однако по-настоящему голос раскрылся гораздо позже. В 1986 году окончила кафедру хорового дирижирования Казанской государственной консерватории по классу В. Г. Лукьянова. В 1986—1988 годах работала на музыкальном факультете Казанского педагогического института. В 1990 году окончила ассистентуру при Казанской консерватории, после чего осталась там преподавателем на кафедре хорового дирижирования. Также, в 1991—1997 годах являлась хормейстером хора студентов консерватории под руководством профессора С. А. Казачкова. В 1994—2007 годах была заведующей отделением хорового дирижирования в Казанском музыкальном училище. В 1997 году организовала и возглавила хор при оперной студии, который наряду с участием в спектаклях консерватории вёл самостоятельную концертную деятельность.
Параллельно, в 2000—2007 годах занимала пост заведующей литературным музеем А. М. Горького. По некоторым оценкам, вслед за своими предшественниками сумела укрепить музейные традиции, участвовала в возрождении «Горьковских чтений» и акцентировала внимание на переосмыслении наследия Горького, привлекала внимание к личности Ф. И. Шаляпина, которому был посвящён один из залов музея, также выступала с градозащитных позиций за сохранение мест, связанных с его именем. В 2007 году по решению Кабинета министров Республики Татарстан на основе хора оперной студии был создан Государственный камерный хор Республики Татарстан, руководителем которого стала Таминдарова. В 2018 году организовала «Театр песни» при культурно-досуговом комплексе имени В. И. Ленина, состоящий из непрофессиональных певцов-любителей; также является председателем отделения Всероссийского хорового общества в Республике Татарстан

## Общественная позиция
Вначале придерживалась либеральных убеждений и чувствовала себя диссидентом, но затем пришла к иному пониманию родины, став ощущать себя «свободным человеком в свободной стране». В 2005 году выступила инициатором создания общественного движения «Город, мы с тобой» в поддержку мэра Казани К. Ш. Исхакова, в рамках которого была развёрнута деятельность об общественному благоустройству и уборке городских парков. В дальнейшем поддержала Р. Н. Минниханова из-за его внимания к культуре, указывала на отсутствие цензуры, на то, что ей «ни разу никто ничего не запретил».
В 2014 году подписала открытое письмо деятелей культуры в поддержку российской аннексии Крыма. В 2022 году поддержала российское нападение на Украину, начала выступать с патриотическими песнями перед российскими солдатами, отмечая при этом, что «против любого убийства людей».
Я потрясена их сияющими глазами, полными оптимизма и надежды, здесь люди — настоящие, стойкие патриоты. И публика здесь отзывчивая, я получила колоссальное удовольствие. Концерты на Донбассе — одни из лучших в моей артистической биографии… Когда мы сюда пришли, первое, что мы услышали, — это звуки игры оркестра и чье-то пение, я подумала: «О, здесь наши люди есть уже, все поют. Луганск поет, и он хорош». Понимаете, здесь чувствуется настроение будущего.Миляуша Таминдарова, 2023 год.

## Очерк творчества
Певческий голос — контральто. Как солистка сотрудничала с Татарским государственным академическим театром оперы и балета имени М. Джалиля, в частности, исполняла «Реквием» В.-А. Моцарта и «Терезия-мессу» Й. Гайдна, во время работы в музее также увлекалась пением романсов. В консерватории поставила такие спектакли, как «Дидона и Эней» Г. Пёрселла, «Любовный напиток» Г. Доницетти, «Фауст» Ш. Гуно, «Проданная невеста» Б. Сметаны, «Снегурочка» Н. А. Римского-Корсакова, также хор оперной студии под её управлением участвовал в исполнении кантаты «Жанна и колокола» Г. Гетти, увертюры «1812 год» П. И. Чайковского, сочинения «Аллилуйя» С. А. Губайдуллиной. Для камерного хора подготовила и выпустила концерты «Романс к Рождеству» (2008), «Встреча на Эльбе» (2010), «Высокое искусство в высоком разрешении» (2013), «С любовью из страны Советов» (2014), «С любовью из страны Советов» (2014), «10 лет спустя» (2017), «Сто часов счастья» (2017), «Моя прекрасная леди» (2022), «Дружба народов» (2022), ряд других программ и хоровых произведений.
Под руководством Таминдаровой коллектив достиг высокого уровня исполнительского мастерства, активно она занимается продвижением хорового искусства, для чего обратилась в сторону шоу-бизнеса. Специализируется на жанре музыкального кроссовера, начиная с классики до джаза и киномузыки, изменив отношение публики к хору как к чему-то скучному. При этом в критике отмечается, что коллектив Таминдаровой не отвечает классическому восприятию хора, так как программа концертов подбирается исходя из всех возрастов слушателей, с применением современных интерпретаций и аранжировок, интересных как представителям культурной интеллигенции, так и дилетанту. Является представителем хоровой школы С. А. Казачкова, характеризующейся сильным диктатом мастера. Считая хор — «мощнейшим пропагандистским оружием», указывала, что он должен следовать социальным интересам народа и общества, отвечать на общественно-политические запросы, в частности, составляет и исполняет репертуар исходя не из собственных пристрастий, а из ответственности перед слушателем.
В прессе характеризуется как борец за развитие татарской музыки и национального искусства. В 2019—2021 годах при государственной поддержке реализовала проект «Антология татарской хоровой музыки», за который в 2024 году получила Государственную премию Республики Татарстан имени Г. Тукая. Сборник из восемнадцати произведений ряда татарских композиторов, в частности, С. Х. Габяши, С. З. Сайдашева, А. С. Ключарёва, А. З. Монасыпова, Н. Г. Жиганова, Р. Ф. Калимуллина, Ш. К. Шарифуллина, был выложен на основных музыкальных цифровых платформах. При сложности звукозаписывающей работы и выборочному подходу к музыкальному наследию, данная работа Таминдаровой была охарактеризована как результат совершенно подвижнической деятельности по возрождению татарской культуры, возвращению богатого национального музыкального наследия слушателю.

## Награды
- Медаль «100 лет образования Татарской Автономной Советской Социалистической Республики» (2025 год) — за существенный вклад в сохранение и преумножение культурно-духовного наследия Республики Татарстан[63].
- Государственная премия Республики Татарстан имени Габдуллы Тукая (2024 год) — за развитие, продвижение и сохранение татарской хоровой культуры Татарстана, работу «Антология татарской хоровой музыки»[64]. Вручена раисом Республики Татарстан Р. Н. Миннихановым на церемонии в губернаторском дворце Казанского кремля[65].
- Почётное звание «Заслуженный деятель искусств Республики Татарстан» (2007 год)[1].
- Нагрудный знак министерства культуры Республики Татарстан «За достижения в культуре» (2017 год)[37].

## Личная жизнь
Есть сын и дочь.